# Osei Yaw Akoto
Osei Yaw Akoto (auch: Okkoto, Yako Akoto, Yao oder nur Yaw Akoto) (* ca. 1800; † 21. Januar 1834) war von 1824 bis 1834 Asantehene (Herrscher) des Königreichs Aschanti, das vom Beginn des 18. bis Mitte des 19. Jahrhunderts erst das zentrale, später das gesamte Gebiet des heutigen Ghanas beherrschte. Yaw Akoto führte und verlor in seiner Regierungszeit zwei Kriege gegen die Briten, die den größten Teil der Küstengebiete des heutigen Ghana kontrollierten.
Unmittelbar nach seiner Amtseinführung wurden die Aschanti – die noch kurz vorher unter seinem Vorgänger Osei Bonsu einen vernichtenden Sieg über eine britische Armeeeinheit errungen hatten – im Juli 1824 von den Briten geschlagen, die Aschantiarmee musste sich in die Hauptstadt Kumasi zurückziehen und die südlichen Vasallenstaaten erklärten ihre Unabhängigkeit. 1826 erlitten die Aschanti in einem weiteren Krieg mit den Briten eine zweite entscheidende Niederlage bei Dodowah. Osei Yaw Akoto hatte seine Armee ohne ausreichende Vorbereitung in die Schlacht geworfen und die Briten setzten erstmals sogenannte Congreve’sche Raketen als Waffen ein. 1831 mussten die Aschanti in einem Vertrag mit dem britischen Gouverneur George Maclean die Unabhängigkeit ihrer ehemaligen Vasallenstaaten im Süden anerkennen und auch die Dagomba und Gonja im Norden schüttelten die Herrschaft der Aschanti ab.